# David Thomas (Musiker)
David Thomas (* in Manchester) ist ein britischer Musiker.

## Leben
Seine Familie stammt aus der Karibik. Der Sohn eines Pastors hat  an der Arden School of Theater (Arden College) Musik studiert. Von seiner Kindheit an war er Sänger, Keyboarder und Schlagzeuger. Wegen seines  Gesangstalents wurde er gefördert. Er war acht Jahre Mitglied im  Merrybell Gospel Choir. Dort gehörte er aufgrund seiner ausdrucksstarken Stimme und seines  Musikverständnisses zur Stammbesetzung. Während dieser Zeit besuchte er zwei Jahre das College für Pop Music und Soundrecording in England. 1990 kam er nach Deutschland, um Urlaub zu machen. Er unterzeichnete dort einen Plattenvertrag und begann eine Solo-Karriere mit Gospel Musik.
Er gab Einzelkonzerte, zu Beginn der Karriere  vor allem mit Hamburger Bands. Darauf folgte ein Engagement beim Buddy Holly Musical in Hamburg. Ab 1995 war David als „Papa Dampflok“ beim Starlight Express in Bochum zu sehen. Danach folgte ein Engagement beim Tabaluga Musical in Oberhausen. Außerdem trat er mit Jessi Dixon und Stevie Wonder auf.
Thomas hat etwa 30 Stücke für Chöre komponiert. Als Solist, in einem Trio oder mit Gospelchören trat David Thomas auf und wirkte bei Gospelkonzepten christlicher Musikproduzenten wie Jochen Rieger, Hanjo Gäbler und Helmut Jost mit. David Thomas zählt auch zu den Referenten und Künstlern vom Gospelkirchentag oder dem Westfälischen Pop- und Gospelchorfestival PoGo. 2005 legte er sein Soloalbum Victory vor. 2010 kam sein Soloalbum The Message is Love raus.

## Diskographie
- Victory (2005, Gerth Medien)
- The Message is Love (2010, Gerth Medien)